# Popis poznatih Hrvata u SAD-u
Popis poznatih Hrvata u SAD-u. Popis sadrži osobe koje su Hrvati ili djelomičnog hrvatskog podrijetla.

## Akademici
- Ivo Banac – povjesničar, predavač na sveučilištu Yaleu
- Mladen Bestvina – matematičar
- Jaksa Cvitanic – profesor financijske matematike
- William Feller – matematičar[1]
- Branko Grünbaum – matematičar
- Gordana Matic – matematičar
- Drazen Prelec – matematičar
- Marin Soljačić – profesor fizike na MIT-u
- Henry Suzzallo (1873. – 1933.) – predsjednik sveučilišta Washington
- Victor Wickerhauser – matematičar

## Umjetnici
- Tomislav Gabrić – arhitekt[2]
- Mirko Ilic – grafički dizajner i crtač stripova iz New Yorka
- Lou Lumenick – filmski kritičar
- Ivan Meštrović – slavni kipar i predavač na Syracuseu i Notre Dameu
- Anton Perich – redatelj i fotograf
- Maksimiljan (Makso) Vanka – slikar
- Matthew Yuricich – umjetnik za posebne efekte, oskarovac
- Richard Yuricich – umjetnik za posebne efekte

## Zabavljači

### Glumci
- Scott Bakula – glumac
- Eric Bana – glumac
- Jenna Elfman –  televizijske i filmska glumica
- Cary Elwes – filmski glumac
- Judah Friedlander – glumac i komičar
- Mira Furlan – televizijska i filmska glumica
- Frank Gorshin – glumac i komičar
- Jay Grdina – pornografski glumac
- Gloria Grey – glumica
- Thomas Horn – dječji glumac
- Michael Klesic – glumac[3]
- Laura La Plante – glumica nijemog filma
- John Malkovich – glumac
- Mark Matkevich – glumac
- Ivana Miličević – glumica
- Patrick Muldoon – glumac
- Lorenzo Music – glumac, posuditelj glasova, pisac, televizijski producent i glazbenik
- Denise Richards – glumica[4]
- Rick Rossovich – glumac,[5] brat Tima Rossovicha
- Izabela Vidović – glumica
- Tim Rossovich – glumac, igrač američkog nogometa, dokapetan USC-ovog sastava nacionalnog prvenstva 1967., brat Ricka Rossovicha
- Natalija Ugrina – glumica[6]
- Goran Višnjić – glumac

### Glazbenici
- Nenad Bach – glazbenik, skladatelj, izvođač, producent i mirovni aktivist
- Tony Butala – suosnivač i član sastava The Lettermen[7]
- Jim Korthe (1970. – 2010.) – pjevač i bubnjar
- Stephen Bishop-Kovacevich, pijanist i dirigent[8]
- Katrina Leskanich – pjevač
- Plavka Lonich – pjevač
- Michael Matijevic – glazbenik[9]
- Johnny Mercer – tekstopisac i pjevač[10]
- Tomo Miličević – gitarist sastava 30 seconds to Mars
- Guy Mitchell – pjevač i glumac
- Krist Novoselic – basist sastava Nirvane
- Louis Svečenski – violinist
- Milka Trnina – operna sopranistica u operi Metropolitanu
- Tajči – pjevačica zabavne i sakralne glasbe

### Scenaristi, redatelji i producenti
- Brenda Brkusic – filmska producentica, dobitnica Emmyja, filmašica, filmska i televizijska producentica, redateljica, televizijska voditeljica, voditeljica televizijskog kanala, izvršna producentica razvitka programa i nacionalnih produkcija u PBS-u.[11]
- Allan Francovich – filmski producent i redatelj
- Mike Frankovich – filmski producent i redatelj
- Branko Lustig – filmski producent i redatelj[12]
- Ildy Modrovich – pjevačica i televizijska producentica, scenaristica 22 epizode CSI: Miami[13]

## Vojne osobe
- Michael Bailey – američki veteran nekoliko ratova. Postrojio je američku legiju William P. Spyker u Alexandriji, Pennsylvania
- Paul William Bucha – visokoodlikovani američki veteran Vijetnamskog rata i nositelj Medalje časti. Savjetnikom je za vanjsku politiku Baracka Obame na predsjedničkoj kampanji 2008. godine.
- Louis Cukela – slavni marinac i nositelj Medalje časti
- Petar Herceg –  mornar američke ratne mornarice, nositelj Medalje časti
- Ivica Jerak – veteran operacije Pustinjska oluja, Iračka sloboda i Vječna sloboda. Član Specijalnih snaga Američke vojske, te elitnog i tajnovitog Delta Forcea.
- Leonard Matlovich –  veteran vijetnamskog rata
- Michael J. Novosel – veteran Drugog svjetsgko rata, veteran korejskog rata, vijetnamskog rata, nositelj Medalje časti
- John J. Tominac –  časnik američke vojske, nositelj Medalje časti
- Ron Kovich – Vijetnamski veteran, mirovni aktivist

## Političari
- Mark Begich – američki senator s Aljaske i bivši gradonačelnik Anchoragea[14]
- Nick Begich – aljaski kongresnik[15]
- Michael Anthony Bilandic – illinoiski političar koji je bio gradonačelnikom Chicaga[16]
- John Bonacic – senator države New Yorka
- John Kasich – kongresnik,[12] guverner države Ohio (2011.- ).
- Dennis Kucinich – bivši gradonačelnik Clevelanda, američki kongresnik iz Ohia, predsjednički kandidat Demokratske stranke 2004. godine[17]
- Mary Matalin – politička komentatorica i bivša pomoćnica predsjednika Georgea W. Busha
- Tony Peraica – političar iz Republikanske stranke
- Rudy Perpich, bivši guverner države Minnesote kao i Lieutenant Governor i senator[18]
- George Radanovich – kongresnik[19]
- Michael Anthony Stepovich – bivši guverner države Aljaske
- Rudy Svorinich –  političar iz Republikanske stranke
- Vincent Thomas –  političar iz Demokratske stranke, iz Kalifornije
- Mira Radielović Ricardel – politička iz Republikanske stranke

## Znanstvenici
- Terry Jonathan Hart – bivši astronaut
- Anthony Maglica – izumitelj[20]
- Jacob Matijevic – inženjer na programima rovera koji su istraživali Mars,[21] inženjer u NASA-i
- Petar Mišković – izumitelj parne perilice rublja
- Mario Puratić –  izumitelj Puratićeva vitla
- George M. Skurla – aeronautički inženjer iz programa Apolla
- Alen Juginović – neuroznanstvenik, stručnjak u području medicine spavanja

## Športaši
- Gary Beban – bivši igrač u NFL-u
- Stephen Belichick – trener safetyja u američkom nogometu
- Steve Belichick – igrač američkog nogometa (pravim prezimenom Biličić)
- Bill Belichick – najtrofejniji trener u američkom nogometu (pravim prezimenom Biličić)[22][23][24]
- Pete Bercich – bivši igrač u NFL-u i trener u Minnesota Vikingsima, danas komentator na radiju KFAN
- Nick Burley (Nicholas Barovich) – profesionalni boksač iz doba boksanja golim šakama, prvak teritorija Yukona u teškoj kategoriji 1902.[25]
- Jack Carlson – bivši igrač u NHL-u
- Jeff Carlson – bivši igrač u IHL/WHA, jedan od braće Hanson u Slapshotu
- Steve Carlson – bivši igrač u NHL-u, jedan od braće Hanson u Slapshotu
- Pete Carroll – trener američkog nogometa,[26]po ocu Irac, mati Rita Ban (djevojačko prezime) Hrvatica
- Tom Cecic – nogometaš
- John Cena – profesionalni hrvač
- Ann Cindric – bejzbolašica u All-American Girls Professional Baseball League
- Fred Couples – golfer[27]
- David Diehl – igrač američkog nogometa u NFL-u[28]
- Bill Fralic – bivši igrač američkog nogometa
- Bobby Grich – bivši igrač u MLB-u
- Elvis Grbac – bivši igrač u NFL-u
- Mike Golic – bivši igrač u NFL-u, suvoditelj ESPN-ovog Radio's Mike i Mike in the Morning.
- Tom Haller – bivši igrač u MLB-u
- John Havlicek – bivši igrač u NBA, član Dvorane slavnih, Hrvat po majci Amandi Turkal (Turkalj)
- Frankie Hejduk – nogometaš, igrač Columbus Crewa, američki državni reprezentativac
- Les Horvath – bivši igrač u NFL-u
- John Jurkovic – bivši igrač u NFL-u
- Mike Karakas – bivši igrač u NHL-u
- David Kopay – prvi profesionalni športaš (američki nogomet)
- Toni Kukoč – bivši igrač u NBA Živi u SAD.
- Curtis Leskanic – bejzbolaš[29]
- Mickey Lolich – bejzbolaš
- Tony Mandarich – bivši igrač u NFL-u
- Marv Marinovich – umirovljeni igrač američkog nogometa i športski trener
- Dino Mattessich – bivši lacrosseaški trener Marylanda, trenutni atletski direktor u UConn
- John Mayasich – bivši hokejaš, osvajač olimpijskih odličja na dvjema zimskim olimpijadama
- Roger Maris – bejzbolaš,[30] dugogodišnji rekorder po optrčavanjima
- Kevin McHale –  bivši igrač u NBA
- George Mikan – bivši igrač u NBA
- Pat Miletich – borac u mješovitim borilačkim vještinama[31]
- Stipe Miočić – borac, prvak svijeta u UFC-u
- Rob Ninkovich – igrač u NFL-u
- Rachael Ostovich Berdon – borkinja mješovitih borilačkih športova[32][33]
- Mark Pavelich – umirovljeni hokejaš
- Erv Palica – bivši igrač u MLB-u
- Johnny Pesky (Pavešković) – bivši bejzbolaš i najavljivač
- Dan Plesac- bejzbolaš[29]
- Ante Razov – nogometaš
- Lou Saban – trener američkog nogometa
- Nick Saban – trener američkog nogometa[22][23]
- Vladimir Sabich – skijaš
- Paige Spiranac – golferica[34][35][36]
- Joe Stydahar – bivši igrač u NFL-u
- John Tomac – biciklist, smatra ga se najboljim vozačem mountain bike-a
- Rudy Tomjanovich – košarkaš i košarkaški trener[37]
- Auggie Vidovich II – vozač u NASCAR Busch Series
- Danny Vranes (Vranješ) – bivši igrač u NBA, igrač druge najbolje obrambene momčadi NBA 1995., američki reprezentativac (Panameričke igre 1979.)[38]
- Fritzie Zivic – "Hrvatska kometa", svjetski prvak u profesionalnom boksu u velteru[39]
- Mike Zordich – bivši igrač u NFL-u
- Chris Zorich – bivši igrač u NFL-u

## Pisci
- Courtney Angela Brkic – antropologinja, autorica kratkih priča
- Richard Kauzlarich – diplomat, pisac i obavještajni analitičar[40]
- Nicholas Kulish – autor i novinar
- Josip Marohnić – autor prve knjige o hrvatskom pjesništvu u Americi – "Amerikanke"
- Josip Novakovich – pisac[41]
- Jason Smilovic – pisac, izvršni producent

## Ostalo
- Lidia Bastianich -poznata kuharica, voditeljica PBS-ove kuharske emisije
- Nikola Bezmalinović (Nick Bez) – brodovlasnik
- John Owen Dominis – posljednji havajski monarh, po braku s havajskom kraljicom Lidijom Kamekahom Kapaakom 1862. godine
- Victor Grinich – član "Izdajničke osmorice" koji su osnovali Silikonsku dolinu
- Miljenko Grgić, alias Mike Grgich – vinar
- Ferdinand Konščak –  istraživač, znan kao padre Consago Gonzales, istraživač iz 18. st., misionar koji je otkrio missionary who da je poluotok Baja zbilja poluotok te mapirao područje. Osnovao je selo San Antonio Real.
- Ron Kovic – antiratni aktivist i pisac
- Bill Kurtis –  poznati televizijski novinar i producent[42]
- Michael Lah – crtač crtanih filmova
- Anthony Francis Lucas, rođen kao Antun Lučić. Otkrio je naftu u Teksasu. Prvo plodonosno nalazište nafte u Teksasi. Po Lučiću se zove jedna nagrada.
- Amber Brkich Mariano – reality TV contestant who was the winner of Survivor: All-Stars[43]
- Zinka Milanov – operna pjevačica opere Metropolitana
- Joe "Pegleg" Morgan – visokopozicionirani član meksičke mafije u SAD, Carnal
- Steve Nelson (aktivist) – veteran španjolskog građanskog rata i čelnik Komunističke stranke koji je bio zatočen u Pittsburghu 1950-ih; rodio se pod imenom Stjepan Mesaros (Hrvat mađarskih korijena[nedostaje izvor])
- Michael J. Novosel – nositelj Medalje časti
- Marty Pasetta –  producent
- Martin Anthony Petrich, brodograditelj
- Kevin Radich – športski izvjestitelj
- Bill Rancic – poduzetnik, suprug Giuliane DePandi iz E! News-a
- Gene Rayburn (Eugene Rubessa) – radijska i televizijska osoba[44]
- Teresa Scanlan – Miss Amerike 2011.[45][46]
- Franjo Vlasic – mljekarnik, utemeljitelj Vlasic Picklesa,
- Vanna White – televizijska osoba, suvoditelj televizijske zabavno-natjecateljske emisije Kolo sreće u SAD-u (Wheel of Fortune)[47]